# ルワンダ紛争
ルワンダ紛争（ルワンダふんそう）は、アフリカ中央部にあるルワンダにおいて、1990年から1993年にかけてフツ系の政府軍およびインテラハムウェと、ツチ系のルワンダ愛国戦線（英語: Rwandan Patriotic Front、RPF、フランス語: Front Patriotique Rwandais、FPR)との間で行われた紛争。武力衝突・ルワンダ内戦と、和平協定後も続いたツチとフツ等の対立、虐殺を指す場合もある。

## 前史

### 「ツチ対フツ」の形成以前
フツとツチは元々は同じ言語を使い、農耕民族であるか遊牧民族であるかという違いでしかなく、貧富の差がそれぞれの民族を形成するなど両者の境界は曖昧であった。遊牧業が主な生業であったツチは、牛を多数所有するなど比較的豊かであった。
ルワンダは第一次世界大戦まではドイツの植民地・ドイツ領東アフリカであった。

### ハム仮説の流布
第一次世界大戦以降はベルギーの植民地・ルアンダ＝ウルンディであった。ベルギー植民地下では、少数派であるツチを君主および首長等の支配層とする間接支配体制が築かれた。ベルギー人をはじめとする白人による植民地支配がはじまると、鼻の大きさや肌の色などを基準に境界が作られ、多数派のフツとごく少数のトゥワは差別的な扱いを受けていた。ツチは「高貴（ハム系あるいはナイル系）」であり、対するフツなどは「野蛮」であるという神話・人種概念を流布し（ジョン・ハニング・スピークのハム仮説）、ツチとフツは大きく対立し始めた。植民地支配の道具としてツチの支配が形成され、1930年代にはIDカードの導入により固定化が図られ、フツとトゥワはあらゆる面で差別を受けた。いずれの民族に属するかの基準は、父方の血統をもとに決められた。

### フツ・パワーの形成
1959年に始まったルワンダ革命（1959年 - 1961年）でツチとベルギー当局との関係が悪化し、ベルギー当局は国連からの関係改善の勧告を無視して社会革命としてフツによる体制転覆を支援した（フツ・パワー）。植民地解放の気運が高まるとベルギー当局とカトリック教会は多数派のフツ側に立場を逆転させたが、現地のカトリック教会の神父・修道者に犠牲者が出ており、教区全員を虐殺された教会もある。この結果、ツチは報復を恐れて近隣諸国、特にウガンダに脱出した。1962年に独立。

### ルワンダ愛国戦線（FPR）の形成
1973年にクーデター（ルワンダ・クーデター）により政権に就いた、フツのジュベナール・ハビャリマナは、ツチに対する種族融和政策を採った。そこでは、ツチは少数派として周縁化されていたが、政治活動に関与しない限りは弾圧されず、むしろ経済活動は推奨され政府と良好な関係を持つツチの有力ビジネスマンも出現した。フツ・ツチ間の通婚も進み、両者は共存していた。
しかし、ウガンダでは、1959年のルワンダ革命やその後の騒乱、クーデターなどで国外脱出をしたルワンダ人ツチ系難民の子弟が、長期にわたり、難民キャンプでの生活を余儀なくされていた。彼らは、ウガンダでもバニャルワンダと呼ばれ差別されていた。
かくして、彼らツチ系難民の多くの者が、ウガンダ内戦（1981年 - 1986年）において反政府軍側について戦い、その勝利に貢献した。ツチ系難民の指導者、フレッド・ルウィゲマ、ポール・カガメらは、ウガンダにおいて重要な地位を占めるようになった。
ウガンダ内戦が終結すると、彼らはルワンダ愛国戦線 (英：RPF、仏：FPR) を組織して、ウガンダを拠点に、フツのハビャリマナ政権に対する反政府運動を活発化させることになる。

## 戦闘の推移
1990年10月1日、RPFがルワンダ北部に侵攻し、内戦が勃発した。
1993年8月4日、ルワンダ愛国戦線の猛攻と国際世論の高まりにより、アルーシャでアルーシャ協定が結ばれ、和平合意に至った。10月5日、国際連合ルワンダ支援団が設立される。

## 影響

### ブルンジ内戦
1993年10月21日、隣国ブルンジのフツ系のンダダイエ大統領が暗殺されると、フツによるブルンジ虐殺が発生し、ブルンジ内戦（1993年 - 2008年）と呼ばれる報復合戦に突入した。

### ルワンダ虐殺
1994年4月6日に、フツのジュベナール・ハビャリマナ大統領とブルンジのシプリアン・ンタリャミラ大統領とを乗せた飛行機が、何者か（「フツの過激派による犯行」と「ツチの犯行」の二説有り）に撃墜されたことに端を発して、フツ（インテラハムウェ、インプザムガンビ）によるツチの大量虐殺（ジェノサイド）が始まった（ルワンダ虐殺、en:List of massacres in Rwanda）。4月7日、アガート・ウィリンジイマナ首相と国連ルワンダ支援団のベルギー人とガーナ人の兵士が大統領警護隊により暗殺される。4月9日、ギコンド虐殺。4月15日、ニャルブイェ大虐殺。

### 大湖地域の難民危機
7月に、ルワンダ愛国戦線がツチ系の保護を名目に全土を完全制圧し、大量のフツ系難民が発生した（大湖地域の難民危機）。7月19日、フツのパストゥール・ビジムングを大統領、ツチのポール・カガメを副大統領（のち大統領）とする新政権が発足。1994年末、国連ルワンダ支援団のロメオ・ダレール司令官が辞任。1995年4月22日、キベホ虐殺。
同時期に、国連のガーリ事務総長は、ソマリア内戦への介入失敗（モガディシュの戦闘、1993年10月3日 - 10月4日）によりアメリカと対立し、さらに1995年初頭より国際支援が落ち込んで、キヴ州のゴマ（北キヴ州）などの難民キャンプに住む大量のフツ系難民が困窮する等で実務面の弱さを露呈したことから、1996年の事務総長選出ではアメリカの拒否権発動によって再選を拒否された。1996年3月8日、国際連合ルワンダ支援団が活動を打ち切り。

### 第一次コンゴ戦争
このような国際的な混乱期にあった1996年11月に、フツ系難民流入以前からのツチ系難民内部のバニャムレンゲはルワンダ軍のカモフラージュ役を行なって第一次コンゴ戦争が始まった。1997年、アンゴラがザイール（現コンゴ民主共和国）に出兵してキンシャサを制圧し、モブツ政権が崩壊した。

### 第二次コンゴ戦争
1998年8月20日、第二次コンゴ戦争。ウガンダが参戦したイトゥリ紛争、ルワンダが参戦したキヴ紛争が始まる。

### フランス政府の対応
フランス政府が、虐殺側に立ったフツの援助を組織的に行っていた（フランス軍の展開、武器援助等）など、冷戦時代からの名残を引きずった西欧諸国の思惑が、事態を悪化させたという面もある（その一方でアメリカ合衆国連邦政府は、早くからルワンダ愛国戦線に接近しており、内戦が本格化する以前から、カガメと接触していた）。なお、ルワンダ政府は、後にフランスがカガメを戦争犯罪者として告発したことなどを理由に、フランスと国交断絶したが、2010年にフランス共和国大統領ニコラ・サルコジがルワンダを訪問し、（ハビャリマナ政権に対して）外交的・軍事的な後押しをしたことについて「大きな判断の誤りがあった」と、虐殺に関する責任の一端があることを認めている。

### 人口統計
前述されているように100万人近い人間が虐殺された。なおルワンダの人口は1995年に約170万人減少したが、2000年には約200万人増加した。これは、ザイール（コンゴ民主共和国）、ウガンダ、ブルンジ、タンザニア等の各国にツチ系ルワンダ人が亡命したことと、その亡命者が大量に帰還したためだと指摘されている。

## 映画化
2004年、ルワンダの高級ホテルのマネージャーだったポール・ルセサバギナの体験を下に、映画『ホテル・ルワンダ』が公開され話題になった。日本での公開は当初、興行的に採算が合わないということで配給会社の買い手がつかなかったが、「『ホテル・ルワンダ』日本公開を求める会」（現『ホテル・ルワンダ』日本公開を応援する会）による活動により配給元が決まり、日本でも公開されることとなった。公開は2006年1月。また、『ルワンダの涙』という映画も公開され、日本でも2007年にDVD化された。2006年には、カナダのロバート・ファヴロー監督が『愛の叫び 〜運命の100日〜』という映画を撮影した。

### 映像資料
- Documentary 52': Rwanda, How History can lead to genocide